# مادالنا (فیلم ۱۹۵۴)
مادالِنا یا لا مادالِنا (به ایتالیایی: Maddalena) یک فیلم به کارگردانی آگوستو جنینا محصول ایتالیا است که در سال ۱۹۵۴ منتشر شد. از بازیگران آن می‌توان به جینو چروی، مرتا تورن، جرمانا پائولیری و چارلز وانل اشاره کرد.

## داستان
در یک روستای کوچک و مذهبی، هر سال مراسمی به مناسبت جمعه‌ی مقدس برگزار می‌شود که در آن یکی از دختران جوان روستا نقش مریم مقدس را ایفا می‌کند. امسال اما، زنان روستا در انتخاب دختری شایسته برای این نقش دچار تردید شده‌اند. در این میان، یک ارباب محلی که دل خوشی از کشیش جدید روستا، دون وینچنزو، ندارد، برای تمسخر او نقشه‌ای می‌کشد. او با نفوذ خود باعث می‌شود نقش مقدس به زنی غریبه و بدنام به نام مادلنا واگذار شود؛ زنی که پیشینه‌ای تاریک دارد و به‌عنوان یک روسپی شناخته می‌شود.
مادلنا بی‌خبر از نقشه‌ی تحقیرآمیز ارباب، این مسئولیت را می‌پذیرد؛ اما نه از سر افتخار، بلکه به‌دلیل زخمی که در دل دارد. او می‌خواهد از نماد مریم مقدس برای انتقامی عاطفی استفاده کند، چراکه سال‌ها پیش، دختر کوچکش در جریان مراسم مذهبی‌ای در مدرسه شبانه‌روزی جان باخته بود؛ آن هم به‌سبب آتش گرفتن حجابش در جریان عشای ربانی اول.
با وجود مخالفت شدید زنان روستا که او را بی‌لیاقت و غریبه می‌دانند، کشیش از او دفاع می‌کند؛ غافل از گذشته‌ی مادلنا. در یکی از تمرین‌ها، مادلنا بر اثر فشارهای روانی از حال می‌رود و برای استراحت به کلیسا می‌رود. در همین حین، زنی ساده‌دل که در حال نیایش است، نگاهی گذرا به او می‌اندازد و تصور می‌کند تجلی مریم مقدس را دیده. این سوءتفاهم به معجزه‌ای ختم می‌شود: پسر بیمار آن زن به طرز معجزه‌آسا درمان می‌شود و مردم، مادلنا را دلیل این شفا می‌دانند.
مادلنا که از واکنش مردم شگفت‌زده شده، تصمیم می‌گیرد در مراسم باقی بماند. اما در روز مراسم، ارباب حقیقت را برملا می‌کند و گذشته‌ی تاریک او را فاش می‌سازد. مردمی که تا دیروز او را مقدس می‌پنداشتند، حالا با خشمی کور به او حمله‌ور می‌شوند و سنگ در دست، مجازاتش می‌کنند.